# René Pottier
René Pottier, francoski kolesar, * 5. junij 1879, Moret-sur-Loing, Seine-et-Marne, † 25. januar 1907, Levallois-Perret, Hauts-de-Seine.
Še preden je postal profesionalni kolesar, je Pottier leta 1903 zmagal na dirki Bordeaux-Pariz. V letu 1905 je bil na isti dirki drugi, prav tako je bil drugi na dirki Pariz-Roubaix. Na slednji je bil v letu 1906 tretji. Sledil je njegov največji uspeh, skupna zmaga na Touru 1906.
Pottier je veljal za najboljšega hribolazca na Touru. Na dirki 1905 je v drugi etapi prvi prikolesaril na vrh Ballon d’Alsace in na koncu prevzel skupno vodstvo, zaradi posledic padca v prvi etapi pa je moral dirko zapustiti že v naslednji, tretji etapi. V naslednjem letu je na Touru slavil na petih etapah in zmagal v skupni razvrstitvi.
Septembra 1906 je zmagal tudi na vzdržljivostni 24-urni vožnji Bol d'Or na velodromu Buffalo v Parizu s prevoženimi 925,290 km.
25. januarja 1907 je naredil samomor z obešanjem potem, ko je izvedel, da si je žena našla ljubimca, medtem ko je bil on na Touru. Nekaj tednov kasneje je dal pokrovitelj Toura Henri Desgrange postaviti stelo v njegov spomin na vrhu Alzacije - Ballon d'Alsace.